# Porte Steiner
 (novembre 2023).
Pour les articles homonymes, voir Steiner.
Steiner Tor est une porte de ville située à Krems an der Donau, dans la vallée de la Wachau en Autriche. Construite à la fin du XVe siècle et ensuite remodelée dans le style baroque, elle est considérée comme le symbole de la ville.
Jusqu'au dernier tiers du XIXe siècle, la ville de Krems était entourée d'une muraille. Celle-ci fut systématiquement rasée et trois portes furent également supprimées. À partir de 2005, pour célébrer le 700e anniversaire des droits de la ville, la Steiner Tor a été restaurée  dans son état d'origine.
Le 1er février 1960, l'Österreichische Post a émis un timbre définitif d'une valeur de 3,40 Schillings la représentant.